# Gibbs Point
Der Gibbs Point ist eine Landspitze an der Nordostküste von Horseshoe Island vor der Fallières-Küste des Grahamlands auf der Antarktischen Halbinsel. Sie markiert die nordöstliche Begrenzung der Einfahrt zur Gaul Cove.
Das Advisory Committee on Antarctic Names benannte sie 2009 nach George Washington Gibbs Jr. (1916–2000), Teilnehmer an der United States Antarctic Service Expedition (1939–1941) und dabei beteiligt an der Errichtung der Basen in der Bucht der Wale und auf Stonington Island.